# 2017年下薩克森邦議會選舉
2017年下薩克森邦議會選舉於2017年10月15日舉行。

## 背景
2017年8月21日，議會正式解散，137名議員中135人投了贊成票，需要91人投下贊成票才能解散議會。

## 另見
- 2017年德国联邦议院选举

## 外部連結
- Election information from the state returning officer in Lower Saxony （德文）